# Diazodinitrofenol
Diazodinitrofenol (DDNP, de diazodinitrophenol, em inglês) é um composto químico, apresentando-se como um pó castanho amarelado, explosivo, solúvel em ácido acético, acetona, ácido clorídrico concentrado e na maioria dos solventes, mas não em água. A solução de hidróxido de sódio a frio pode ser usado para eliminá-lo. DDNP pode ser desensibilizado por imersão em água, devido a não reagir com água a temperatura normal. É menos sensível ao impacto mas mais poderoso que o fulminato de mercúrio e azida de chumbo (II). A sensibilidade do DDNP a fricção é muito menor que a do fulminato de mercúrio, mas aproximadamente a mesma que a da azida de chumbo. DDNP é usado com outros materiais para formar misturas primárias, particularmente onde uma alta sensibilidade a chama ou calor são desejados. DDNP é frequentemente usado como um explosivo inicializador em dispositivos propelentes.